# Пярнпуу, Аарне Антонович
Аарне Антонович Пярнпуу (1938—2004) — российский учёный в области вычислительной механики, аэродинамики и физики, доктор физико-математических наук, профессор кафедры вычислительной математики Московского авиационного института (государственного технического университета).

## Биография
Родился 12 марта 1938 г. в с. Мартна одноимённой волости в составе уезда Ляэнемаа, республика Эстония.
В 1949-1957 гг. с родителями был депортирован в Новосибирскую область, там учился в Барабинской средней школе № 2.
Окончил математико-механический факультет Ленинградского государственного университета по специальности «механика» (1962) и аспирантуру Института механики (Москва). В 1967 г. защитил кандидатскую диссертацию.
С 1965 года работал в Вычислительном центре Академии наук СССР в должностях от младшего научного сотрудника Лаборатории теории процессов переноса в газах (1965-1974) до ведущего научного сотрудника Лаборатории вычислительной физики (1987-1994)).
Сфера научных интересов — разработка численных методов для применения в аэродинамике и динамике разреженного газа.
Лауреат Государственной премии СССР — за разработку и применение вычислительных методов в области аэродинамики.
Доктор физико-математических наук (1986). Профессор по кафедре вычислительной математики (1986).
С 1970 г. доцент, с 1987 профессор Московского авиационного института, читал курсы языков программирования и вычислительных методов.
Скоропостижно умер 22 апреля 2004 г. Похоронен на Хованском кладбище (Северная территория, уч. № 227).

## Семья
Дочь — Алла Аарневна Пярнпуу, ассоциированный редактор редколлегии по подготовке к изданию трудов ряда отечественных и международных конференций НИО-8 «Компьютерные науки и прикладная математика» МАИ